# Giải quần vợt Pháp Mở rộng 2009
Internationaux de France de Roland-Garros 2009 hay Tournoi de Roland-Garros 2009, thường được biết dưới tên gọi phổ biến hơn là Giải quần vợt Pháp Mở rộng 2009 (dịch từ tiếng Anh: French Open 2009) là giải Grand Slam quần vợt thứ hai trong năm 2009 và là giải quần vợt Roland-Garros lần thứ 108, được tổ chức tại Paris, Pháp từ ngày 24 tháng 5 đến 7 tháng 6 năm 2009.
Rafael Nadal và Ana Ivanovic không thể bảo vệ chức vô địch năm trước của mình.

## Sự kiện theo ngày

### Ngày thứ 8
Đương kim vô địch Rafael Nadal thất bại trước tay vợt người Thụy Điển Robin Söderling, kết thúc chuỗi 31 trận thắng liên tiếp ở giải này.

## Tóm tắt
Đơn nam
| Vô địch                | Vô địch                    | Á Quân                    | Á Quân                    |
| ---------------------- | -------------------------- | ------------------------- | ------------------------- |
| Roger Federer [2]      | Roger Federer [2]          | Robin Söderling [23]      | Robin Söderling [23]      |
| Thua Bán kết           |                            |                           |                           |
| Fernando González [12] | Fernando González [12]     | Juan Martín del Potro [5] | Juan Martín del Potro [5] |
| Thua Tứ kết            |                            |                           |                           |
| Nikolay Davydenko [10] | Andy Murray [3]            | Tommy Robredo [16]        | Gaël Monfils [11]         |
| Thua vòng bốn          |                            |                           |                           |
| Rafael Nadal [1]       | Fernando Verdasco [8]      | Marin Čilić [13]          | Victor Hănescu [30]       |
| Jo-Wilfried Tsonga [9] | Philipp Kohlschreiber [29] | Andy Roddick [6]          | Tommy Haas                |
| Thua vòng ba           |                            |                           |                           |
| Lleyton Hewitt         | David Ferrer [14]          | Stanislas Wawrinka [17]   | Nicolás Almagro [31]      |
| Janko Tipsarević       | Radek Štěpánek [18]        | Josselin Ouanna (WC)      | Gilles Simon [7]          |
| Igor Andreev [25]      | Christophe Rochus          | Máximo González           | Novak Djokovic [4]        |
| Marc Gicquel           | Jürgen Melzer [24]         | Jérémy Chardy             | Paul-Henri Mathieu        |
| Thua vòng 2            |                            |                           |                           |
| Teimuraz Gabashvili    | Andrey Golubev             | Denis Istomin             | Nicolas Kiefer            |
| Diego Junqueira        | Nicolás Massú              | Ernests Gulbis            | Philipp Petzschner        |
| Potito Starace         | Feliciano López [28]       | Mathieu Montcourt (LL)    | Dudi Sela                 |
| Rui Machado (Q)        | Marat Safin [20]           | Mikhail Youzhny           | Robert Kendrick           |
| Viktor Troicki         | Martín Vassallo Argüello   | Arnaud Clément            | Juan Mónaco               |
| Daniel Gimeno-Traver   | Andreas Seppi              | Juan Carlos Ferrero       | Sergiy Stakhovsky (Q)     |
| Ivo Minář              | Andreas Beck               | Guillaume Rufin (WC)      | Victor Crivoi (Q)         |
| Leonardo Mayer (Q)     | Simone Bolelli             | Pablo Andújar             | José Acasuso              |
| Thua vòng một          |                            |                           |                           |
| Marcos Daniel (Q)      | Igor Kunitsyn              | Denis Gremelmayr          | Ivo Karlović [26]         |
| Kevin Kim              | Santiago Giraldo           | Ilija Bozoljac            | Frederico Gil             |
| Stefan Koubek (PR)     | Paul Capdeville            | Daniel Köllerer           | Nicolas Devilder          |
| Agustín Calleri        | Sam Querrey                | Peter Polansky (Q)        | Florent Serra             |
| Juan Ignacio Chela     | Mischa Zverev              | Albert Montañés           | Franco Ferreiro (Q)       |
| Gastón Gaudio (WC)     | Lu Yen-hsun                | Jean-René Lisnard (Q)     | Jan Hernych               |
| Jiří Vaněk (Q)         | Kristof Vliegen            | Marcel Granollers         | Alexandre Sidorenko (WC)  |
| Steve Darcis           | Gilles Müller              | Daniel Brands (Q)         | Wayne Odesnik             |
| Michaël Llodra         | Łukasz Kubot (Q)           | Thomaz Bellucci           | Fabio Fognini (Q)         |
| Dmitry Tursunov [21]   | Fabrice Santoro            | Marcos Baghdatis          | Julien Benneteau          |
| Adrian Mannarino (WC)  | Evgeny Korolev             | Guillermo García López    | Mardy Fish [22]           |
| Bernard Tomic (WC)     | Ivan Ljubičić              | Brian Dabul               | Nicolás Lapentti          |
| Romain Jouan (WC)      | Óscar Hernández            | Iván Navarro              | Rainer Schüttler [27]     |
| Sergio Roitman         | Eduardo Schwank            | Simon Greul (Q)           | Bobby Reynolds            |
| James Blake [15]       | Andrei Pavel (PR)          | Thiago Alves (LL)         | Tomáš Berdych [19]        |
| Laurent Recouderc (WC) | Robby Ginepri              | Santiago Ventura (Q)      | Alberto Martin            |

Đơn nữ
| Vô địch                  | Vô địch                       | Á quân                    | Á quân                      |
| ------------------------ | ----------------------------- | ------------------------- | --------------------------- |
| Svetlana Kuznetsova [7]  | Svetlana Kuznetsova [7]       | Dinara Safina [1]         | Dinara Safina [1]           |
| Thua bán kết             |                               |                           |                             |
| Dominika Cibulková [20]  | Dominika Cibulková [20]       | Samantha Stosur [30]      | Samantha Stosur [30]        |
| Thua tứ kết              |                               |                           |                             |
| Victoria Azarenka [9]    | Maria Sharapova               | Sorana Cîrstea            | Serena Williams [2]         |
| Thua vòng bốn            |                               |                           |                             |
| Aravane Rezaï            | Ana Ivanovic [8]              | Ágnes Szávay [29]         | Li Na [25]                  |
| Jelena Janković [5]      | Virginie Razzano              | Agnieszka Radwańska [12]  | Aleksandra Wozniak [24]     |
| Thua vòng ba             |                               |                           |                             |
| Anastasia Pavlyuchenkova | Michelle Larcher de Brito (Q) | Carla Suárez Navarro [22] | Iveta Benešová [32]         |
| Venus Williams [3]       | Gisela Dulko                  | Yaroslava Shvedova (Q)    | Olga Govortsova             |
| Jarmila Groth            | Caroline Wozniacki [10]       | Tathiana Garbin           | Elena Dementieva [4]        |
| Melinda Czink            | Kateryna Bondarenko           | Lourdes Domínguez Lino    | María José Martínez Sánchez |
| Thua vòng hai            |                               |                           |                             |
| Vitalia Diatchenko       | Julie Coin                    | Polona Hercog (Q)         | Zheng Jie [15]              |
| Kristina Barrois         | Lucie Hradecká                | Alla Kudryavtseva         | Tamarine Tanasugarn         |
| Lucie Šafářová           | Elena Vesnina                 | Kirsten Flipkens          | Anna-Lena Grönefeld         |
| Nadia Petrova [11]       | Arantxa Rus (Q)               | Timea Bacsinszky          | Akgul Amanmuradova          |
| Magdaléna Rybáriková     | Mariana Duque Mariño (LL)     | Alizé Cornet [21]         | Jill Craybas                |
| Marion Bartoli [13]      | Anabel Medina Garrigues       | Yanina Wickmayer          | Jelena Dokic                |
| Galina Voskoboeva        | Sybille Bammer [28]           | Olivia Rogowska (WC)      | Mariya Koryttseva           |
| Alexa Glatch             | Petra Martić (Q)              | Viktoriya Kutuzova        | Virginia Ruano Pascual      |
| Thua vòng một            |                               |                           |                             |
| Anne Keothavong          | Mathilde Johansson            | Nuria Llagostera Vives    | Ioana Raluca Olaru          |
| Alisa Kleybanova [23]    | Ai Sugiyama                   | Melanie South             | Stéphanie Cohen-Aloro       |
| Roberta Vinci            | María Emilia Salerni          | Yvonne Meusburger         | Edina Gallovits             |
| Julia Görges             | Varvara Lepchenko             | Camille Pin               | Sara Errani                 |
| Bethanie Mattek-Sands    | Sabine Lisicki                | Séverine Brémond Beltrame | Corinna Dentoni (Q)         |
| Alyona Bondarenko        | Stéphanie Foretz              | Tamira Paszek             | Amélie Mauresmo             |
| Lauren Embree (WC)       | Anastasiya Yakimova           | Olivia Sanchez (WC)       | Kaia Kanepi [19]            |
| Marta Domachowska        | Émilie Loit (WC)              | Irena Pavlovic (WC)       | Katie O'Brien (LL)          |
| Petra Cetkovská          | Kristina Mladenovic (WC)      | Kinnie Laisné (WC)        | Anna Chakvetadze [26]       |
| Maret Ani                | Carly Gullickson (Q)          | Tsvetana Pironkova        | Vera Dushevina              |
| Pauline Parmentier       | Ayumi Morita                  | Daniela Hantuchová        | Ekaterina Makarova          |
| Francesca Schiavone      | Urszula Radwańska             | Karolina Šprem            | Chanelle Scheepers (Q)      |
| Claire Feuerstein (WC)   | Sania Mirza                   | Anastasija Sevastova (Q)  | Nathalie Dechy              |
| Patty Schnyder [17]      | Maria Kirilenko               | Patricia Mayr             | Rossana de los Ríos         |
| Flavia Pennetta [14]     | Barbora Záhlavová-Strýcová    | Mara Santangelo           | Monica Niculescu            |
| Peng Shuai [31]          | Zuzana Ondrášková (Q)         | Nicole Vaidišová          | Klára Zakopalová            |

## Danh sách hạt giống
Các hạt giống không tham dự: David Nalbandian, Richard Gasquet, Katarina Srebotnik, Vera Zvonareva.
| 1. Rafael Nadal (vòng bốn, thua Robin Söderling) 2. Roger Federer (vô địch) 3. Andy Murray (tứ kết, thua Fernando González) 4. Novak Djokovic (vòng ba, thua Philipp Kohlschreiber) 5. Juan Martín del Potro (bán kết, thua Roger Federer) 6. Andy Roddick (vòng bốn, thua Gaël Monfils) 7. Gilles Simon (vòng ba, thua Victor Hănescu) 8. Fernando Verdasco (vòng bốn, thua Nikolay Davydenko) 9. Jo-Wilfried Tsonga (vòng bốn, thua Juan Martín del Potro) 10. Nikolay Davydenko (tứ kết, thua Robin Söderling) 11. Gaël Monfils (tứ kết, thua Roger Federer) 12. Fernando González (bán kết, thua Robin Söderling) 13. Marin Čilić (vòng bốn, thua Andy Murray) 14. David Ferrer (vòng ba, thua Robin Söderling) 15. James Blake (vòng một, thua Leonardo Mayer) 16. Tommy Robredo (vòng bốn, thua Juan Martín del Potro) 17. Stanislas Wawrinka (vòng ba, thua Nikolay Davydenko) 18. Radek Štěpánek (vòng ba, thua Marin Čilić) 19. Tomáš Berdych (vòng một, thua Simone Bolelli) 20. Marat Safin (vòng hai, thua Josselin Ouanna) 21. Dmitry Tursunov (vòng một, thua Arnaud Clement) 22. Mardy Fish (vòng một, thua Máximo González) 23. Robin Söderling (Runner up, thua Roger Federer) 24. Jürgen Melzer (vòng ba, thua Gaël Monfils) 25. Igor Andreev (vòng ba, thua Juan Martín del Potro) 26. Ivo Karlović (vòng một, thua Lleyton Hewitt) 27. Rainer Schüttler (vòng một, thua Marc Gicquel) 28. Feliciano López (vòng hai, thua Janko Tipsarević) 29. Philipp Kohlschreiber (vòng bốn, thua Tommy Robredo) 30. Victor Hănescu (vòng bốn, thua Fernando González) 31. Nicolás Almagro (vòng ba, thua Fernando Verdasco) 32. Paul-Henri Mathieu (vòng ba, thua Roger Federer) | 1. Dinara Safina (chung kết, thua Svetlana Kuznetsova) 2. Serena Williams (tứ kết, thua Svetlana Kuznetsova) 3. Venus Williams (vòng ba, thua Ágnes Szávay) 4. Elena Dementieva (vòng ba, thua Samantha Stosur) 5. Jelena Janković (vòng bốn, thua Sorana Cîrstea) 6. Vera Zvonareva (withdrew due to ankle injury) 7. Svetlana Kuznetsova (vô địch) 8. Ana Ivanović (vòng bốn, thua Victoria Azarenka) 9. Victoria Azarenka (tứ kết, thua Dinara Safina) 10. Caroline Wozniacki (vòng ba, thua Sorana Cîrstea) 11. Nadia Petrova (vòng hai, thua Maria Sharapova) 12. Agnieszka Radwańska (vòng bốn, thua Svetlana Kuznetsova) 13. Marion Bartoli (vòng hai, thua Tathiana Garbin) 14. Flavia Pennetta (vòng một, thua Alexa Glatch) 15. Jie Zheng (vòng hai, thua Michelle Larcher de Brito) 16. Amélie Mauresmo (vòng một, thua Anna-Lena Grönefeld) 17. Patty Schnyder (vòng một, thua Kateryna Bondarenko) 18. Anabel Medina Garrigues (vòng hai, thua Virginie Razzano) 19. Kaia Kanepi (First Round, thua Yaroslava Shvedova) 20. Dominika Cibulková (bán kết, thua Dinara Safina) 21. Alizé Cornet (vòng hai, thua Sorana Cîrstea) 22. Carla Suarez Navarro (vòng ba, thua Victoria Azarenka) 23. Alisa Kleybanova (vòng một, thua Polona Hercog) 24. Aleksandra Wozniak (vòng bốn, thua Serena Williams) 25. Na Li (vòng bốn, thua Maria Sharapova) 26. Anna Chakvetadze (vòng một, thua Mariana Duque Marino) 27. Anastasia Pavlyuchenkova (vòng ba, thua Dinara Safina) 28. Sybille Bammer (vòng hai, thua Melinda Czink) 29. Ágnes Szávay (vòng bốn, thua Dominika Cibulková) 30. Samantha Stosur (bán kết, thua Svetlana Kuznetsova) 31. Peng Shuai (vòng một, thua María José Martínez Sánchez) 32. Iveta Benešová (vòng ba, thua Ana Ivanović) |